# Ixodes canisuga
Ixodes canisuga este o specie de căpușe din genul Ixodes, familia Ixodidae, descrisă de Johnston în anul 1849.
Este endemică în Portugal. Conform Catalogue of Life specia Ixodes canisuga nu are subspecii cunoscute.